# Супересив
Супересив је граматички падеж који означава локацију 'на', односно локацију на површини нечега. Име потиче од латинске речи supersum, superesse: бити на и изнад.
Многи језици овај падеж замјењују предлозима, али, један од оних који не користи предлоге, већ овај падеж је мађарски. 
- Наставци супересива у мађарском језику су: -n/on/en/ön. Пример супересива: a könyveken значи на књигама, али буквалан превод би био (изгледао) књигама-на.
- У финском језику, супересив је врста прилога. На пример:

kaikkialla значи 'свуда' (буквално: све-на),
täällä значи 'овде' (буквално: ово-на).